# Sonnac-sur-l'Hers
Sonnac-sur-l'Hers är en kommun i departementet Aude i regionen Occitanien  i södra Frankrike. Kommunen ligger  i kantonen Chalabre som ligger i arrondissementet Limoux. År 2022 hade Sonnac-sur-l'Hers 137 invånare.

## Befolkningsutveckling
Antalet invånare i kommunen Sonnac-sur-l'Hers
Referens: INSEE